# Andriy Deryzemlya
Andriy Deryzemlya, né le 18 août 1977 à Zhovtneve (RSS d'Ukraine), est un biathlète ukrainien, vainqueur d'une course en Coupe du monde.

## Biographie
Il a commencé le biathlon à l'âge de onze ans et est rentré en équipe nationale durant la saison 1995-1996. En 1998, il fait ses débuts aux Jeux olympiques disputés à Nagano et a l'honneur d'y être le porte-drapeau de la délégation ukrainienne. Le 12 mars 1999, il monte sur son premier podium de Coupe du monde lors du sprint d'Holmenkollen. Le 26 janvier 2003, il signe son premier succès à l'occasion de la mass-start d'Antholz en devançant de sept dixièmes Pavel Rostovtsev grâce à un sans faute en tir. Entre 2002 et 2005, il remporte trois titres européens : un en individuel et deux en poursuite. Il est aussi deux fois champion de l'Universiade en 2003.
En 2007, il remporte sa première médaille mondiale, en bronze sur le sprint des Championnats du monde d'Antholz. Aux Championnats du monde 2011, il est de nouveau médaillé (initialement en bronze et finalement en argent après la disqualification des Russes quelques années plus tard), dans l'épreuve du relais en compagnie de Oleksandr Bilanenko, Serhiy Semenov et Sergei Sednev. Entre-temps, il est cinquième en sprint aux Jeux olympiques d'hiver de 2010, ce qui reste son meilleur résultat olympique.
Deryzemlya monte sur son dernier podium personnel (le huitième) en 2013 en terminant troisième du sprint d'Holmenkollen. Dans la Coupe du monde, son meilleur classement général est 21e lors des saisons 2008-2009 et 2009-2010.
Aux Jeux olympiques d'hiver de 2014, il est présent pour la cinquième et dernière fois à l'événement (22e du sprint notamment), avant de prendre sa retraite sportive en fin de saison.

## Palmarès

### Jeux olympiques d'hiver
| Épreuve / Édition   | Individuel | Sprint | Poursuite                        | Départ en masse                  | Relais | Relais mixte                     |
| Nagano 1998         | —          | 45e    | Épreuve inexistante à cette date | Épreuve inexistante à cette date | 18e    | Épreuve inexistante à cette date |
| Salt Lake City 2002 | 27e        | 38e    | DNS                              | Épreuve inexistante à cette date | —      | Épreuve inexistante à cette date |
| Turin 2006          | 39e        | 27e    | 31e                              | —                                | 7e     | Épreuve inexistante à cette date |
| Vancouver 2010      | 26e        | 5e     | 25e                              | 25e                              | 7e     | Épreuve inexistante à cette date |
| Sotchi 2014         | 45e        | 22e    | 36e                              | —                                | 8e     | 6e                               |

- — : pas de participation à l'épreuve.
- : épreuve inexistante ou non olympique

### Championnats du monde
| Mondiaux \ Épreuve          | Individuel                   | Sprint                       | Poursuite                    | Départ en masse                  | Relais                       | Relais mixte                     | Par équipes |
| Osrblie 1997                | —                            | 77e                          | —                            | Épreuve inexistante à cette date | —                            | Épreuve inexistante à cette date | —           |
| Hochfilzen 1998             | JO Nagano                    | JO Nagano                    | —                            | Épreuve inexistante à cette date | JO Nagano                    | Épreuve inexistante à cette date | 15e         |
| Kontiolahti / Oslo 1999     | 33e                          | 65e                          | —                            | —                                | 11e                          | Épreuve inexistante à cette date |             |
| Oslo 2000                   | 30e                          | 44e                          | 49e                          | —                                | 8e                           | Épreuve inexistante à cette date |             |
| Pokljuka 2001               | 61e                          | 22e                          | 23e                          | —                                | —                            | Épreuve inexistante à cette date |             |
| Oslo 2002                   | JO Salt Lake City            | JO Salt Lake City            | JO Salt Lake City            | 30e                              | JO Salt Lake City            | Épreuve inexistante à cette date |             |
| Khanty-Mansiïsk 2003        | 54e                          | 23e                          | 15e                          | —                                | 10e                          | Épreuve inexistante à cette date |             |
| Oberhof 2004                | 77e                          | 58e                          | DNS                          | —                                | -                            | Épreuve inexistante à cette date |             |
| Hochfilzen / Khanty-M. 2005 | 40e                          | 11e                          | 8e                           | 6e                               | 10e                          | 7e                               |             |
| Pokljuka 2006               | Jeux olympiques de Turin     | Jeux olympiques de Turin     | Jeux olympiques de Turin     | Jeux olympiques de Turin         | Jeux olympiques de Turin     | 9e                               |             |
| Antholz 2007                | —                            | Médaille de bronze, monde    | 26e                          | 25e                              | 8e                           | 10e                              |             |
| Östersund 2008              | 9e                           | 29e                          | 36e                          | 10e                              | 10e                          | —                                |             |
| Pyeongchang 2009            | 8e                           | 12e                          | 7e                           | 23e                              | 5e                           | 11e                              |             |
| Khanty-Mansiïsk 2010        | Jeux olympiques de Vancouver | Jeux olympiques de Vancouver | Jeux olympiques de Vancouver | Jeux olympiques de Vancouver     | Jeux olympiques de Vancouver | 6e                               |             |
| Khanty-Mansiïsk 2011        | 13e                          | 10e                          | 7e                           | 12e                              | Médaille d'argent, monde     | —                                |             |
| Ruhpolding 2012             | 17e                          | 41e                          | 22e                          | 18e                              | 8e                           | 14e                              |             |
| Nové Město na Moravě 2013   | 17e                          | 16e                          | 29e                          | 19e                              | DSQ                          | DSQ                              |             |

### Coupe du monde
- Meilleur classement général : 21e en 2009 et en 2010.
- 13 podiums[4] :
  - 8 podiums individuels : 1 victoire, 1 deuxième place et 6 troisièmes places.
  - 3 podiums en relais : 2 deuxièmes et 1 troisième place.
  - 2 podiums en relais mixte : 1 deuxième et 1 troisième place.

#### Détail des victoires
| Saison / Épreuve | Individuel | Sprint | Poursuite | Mass start         | Total |
| 2002-2003        |            |        |           | Antholz-Anterselva | 1     |
| Total            | 0          | 0      | 0         | 1                  | 1     |

#### Classements en Coupe du monde
| Saison    | Classement général final | Individuel | Sprint | Poursuite | Mass start |
| 1998-1999 | 40e                      | 45e        | 35e    | 36e       |            |
| 1999-2000 | 51e                      | 40e        | -      | -         |            |
| 2000-2001 | 31e                      | 42e        | 26e    | 30e       | 24e        |
| 2001-2002 | 35e                      | 46e        | 31e    | 35e       | 30e        |
| 2002-2003 | 30e                      |            | 30e    | 32e       | 17e        |
| 2003-2004 | 47e                      | nc         | 38e    | 46e       |            |
| 2004-2005 | 31e                      | nc         | 32e    | 21e       | 25e        |
| 2005-2006 | 57e                      | nc         | 42e    | 58e       |            |
| 2006-2007 | 30e                      | 32e        | 22e    | 33e       | 31e        |
| 2007-2008 | 48e                      | 29e        | 79e    | 55e       | 31e        |
| 2008-2009 | 21e                      | 10e        | 42e    | 32e       | 14e        |
| 2009-2010 | 21e                      | 20e        | 13e    | 48e       | 19e        |
| 2010-2011 | 36e                      | 29e        | 41e    | 33e       | 39e        |
| 2011-2012 | 44e                      | 41e        | 59e    | 45e       | 32e        |
| 2012-2013 | 22e                      | 22e        | 16e    | 32e       | 16e        |
| 2013-2014 | 51e                      | 46e        | 47e    | 50e       |            |

### Championnats d'Europe
- 3 médailles d'or : individuel en 2002, poursuite en 2003 et 2005.
- 3 médailles d'argent : sprint en 2005, relais en 2005 et 2006.

### Championnats du monde de biathlon d'été
- Médaille d'or du relais en 2003.
- Médaille d'argent du relais mixte en 2011 et 2012.